# 李相花
李 相花（イ・サンファ、이 상화、1989年2月25日 - ）は、韓国の元スピードスケート選手。2010年バンクーバーオリンピック、2014年ソチオリンピック女子500m金メダリスト、2018年平昌オリンピック女子500ｍ銀メダリスト。

## 経歴
韓国のソウルで生まれ、小学校1年生のときに兄に対抗してスケートを始めた。兄は優れた選手で学校の大会で優勝もしていたが、相花はそれ以上の才能を見せる。両親は兄妹の両方にスケートを続けさせる余裕はなかったため、相花だけがスケートを続けた。バンクーバーオリンピック男子500mの金メダリストである牟太釩とは小学生時代からの親しい友人で、同じ韓国体育大学校に通った。現在はソウル市庁に所属している。
最初に国際大会に出場したのは2003年の14歳の時であった。カナダで何本かレースを行い、余裕を持って優勝した。
国際スケート連盟の大会で最初に出場したのは、2004年にミネソタ州ローズビルで行われた世界ジュニア選手権で、最年少の参加者だった相花は500mで3位に入ったものの総合では16位だった。
翌シーズンはカルガリーの記録会で38秒77の好タイムを記録し、長野、ハルビン、カルガリーで行われるワールドカップの代表に選ばれた。長野での最初のレースでは8位に入り、その後100mでの2回の4位を含めて5回も10位以内に入った。このシーズンは、100mで総合5位となった。ワールドカップの500mと1000m、世界スプリント選手権はいずれも総合10位以下に終わったが、このシーズンの世界ジュニア選手権では総合3位となり、世界距離別選手権の500mでも銅メダルを獲得している。
2005/06シーズンのワールドカップでは1000mで格下のBクラスに落ちたが、100mと500mでは成績を上げた。計4回も表彰台に立ち、100mでは1回優勝した。同種目ではジェニー・ウォルフに次ぐ総合2位に入り、500mでは同6位だった。さらに、ソルトレイクシティで37秒90の500m世界ジュニア新記録をマークした。その後も、37秒81までタイムを更新した。
2006年トリノオリンピックに出場した際は、500mで2回目に3位のタイムを出したが浮上するには十分でなく、最終結果は5位だった。1000mでは19位に終わった。
翌シーズンは大きな飛躍のシーズンとなった。世界選手権での上位進出はならなかったが、ワールドカップの500mで4勝して総合2位となる。100mでも総合3位に入った。その後も、2009年の世界距離別選手権で4年ぶりにメダルを手にするなど安定した成績を残した。
2010年には、世界スプリント選手権で優勝して初めての世界タイトルを手にすると、直後の2010年バンクーバーオリンピックの500mで金メダルを獲得した。この頃は、1998年長野オリンピック500m銅メダリストのケビン・オーバーランドの指導を受けていた。
2013年1月19日のワールドカップカルガリー大会500mでは、中国の于静に次いで女子史上2人目の36秒台となる36秒99の好記録をマークし、さらに翌日には36秒80の世界新記録を出した。
2014年ソチオリンピックでは、500mに出場して2回目の滑走で37秒28の五輪新記録（当時）を出して優勝。同種目では史上3人目となるオリンピック連覇を達成した。1000mでは12位に終わった。
2018年平昌オリンピックでは、大会3連覇を懸けた500mに出場して37秒33のタイムを出すも、小平奈緒に0秒39差で銀メダルとなった。3連覇とはならなかったものの、小平と2人でその健闘を称えあった。
2019年5月10日、所属事務所 BONBOOENT が報道資料を通じてイ・サンファの引退を発表した。
同年8月29日、韓国で活動する日本出身の歌手KangNamと10月に結婚予定であることが明らかになった。同年10月12日に韓国・ソウルで挙式した。
引退後は、芸能プロダクションに所属し、スポーツ番組やバラエティ番組などに出演するなどタレント活動をしている。2022年北京オリンピックでは解説者デビューを果たし、韓国の公営放送KBSのスピードスケート担当の解説者として競技会場の北京国立スピードスケート場で中継の解説を務めた。

## 小平奈緒との関係
日本の小平とは良き親友でライバルであり、小平と相花は互いに尊敬しあっていると語っている。また、平昌オリンピック女子500mの競技終了後のインタビューでは、それぞれお互いの家へ招いて食事を振る舞ったりしていることや、3年前のソウルW杯で小平が初の優勝をした時に相花は小平のために空港までのタクシーを呼んでお金も出したりしたこと、アスタナでバスを待っている時に小平と相花で写真を撮った際には小平が「次の五輪はあなたが勝って、私が2位ね」と言うと、相花も「それならあなたが勝って、私が2位でいいわ」と言うなど、2人が強い絆で結ばれていることを話した。平昌オリンピックスピードスケート女子500mの競技終了後には、小平が相花を抱擁しながらのウィニングランが大きな感動を与えた。
2019年4月7日に、韓国の2018平昌記念財団は相花と小平に韓日友情賞を授与した。「五輪の遺産を後世に伝える」という財団の活動趣旨に合うと判断されたためだった。
2022年の北京オリンピックに解説者として訪れた際は、小平奈緒の500mレース後に解説席で涙している姿が見られた。

## 世界記録

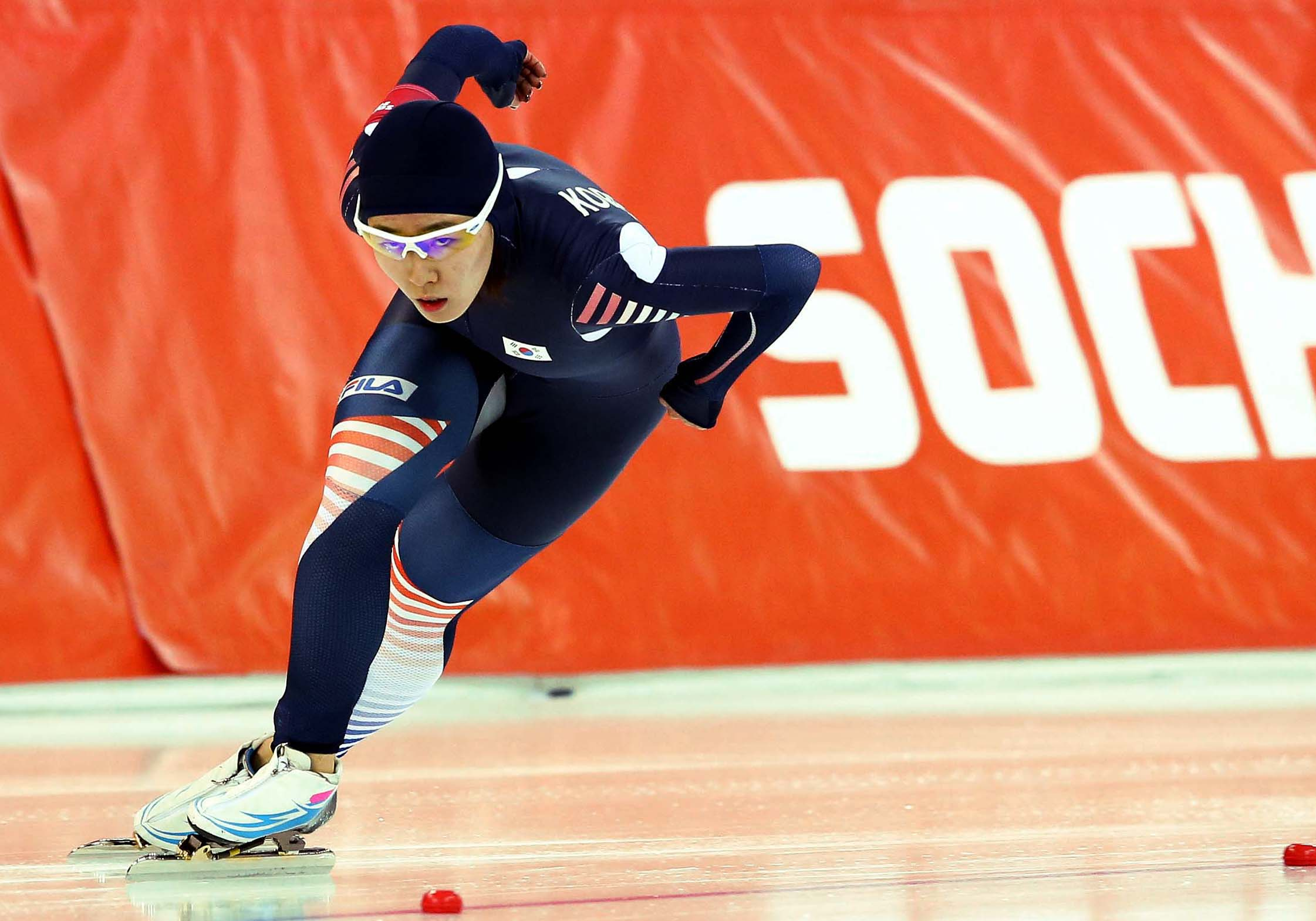
ソチオリンピック

相花は現在、以下の種目で世界記録を保持している。
| 種目        | 記録   | 日時           | 場所               |
| ----------- | ------ | -------------- | ------------------ |
| 500メートル | 36秒36 | 2013年11月16日 | ソルトレイクシティ |